# 닛산 시빌리언

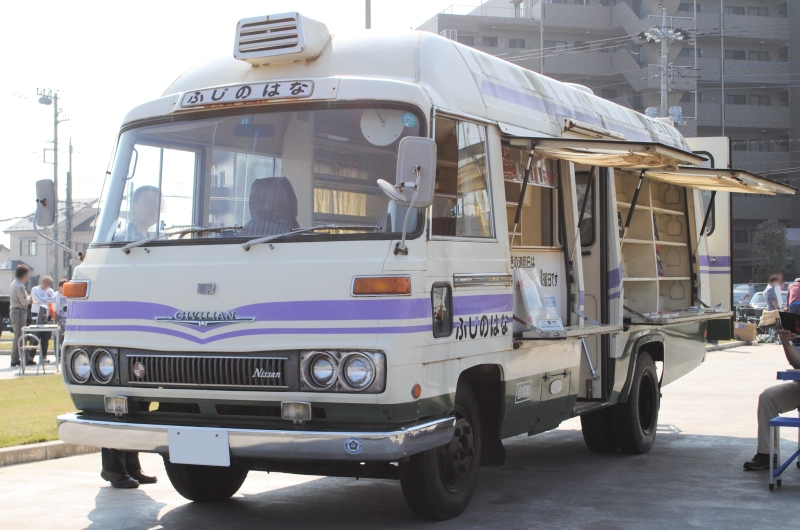
초대 닛산 시빌리언

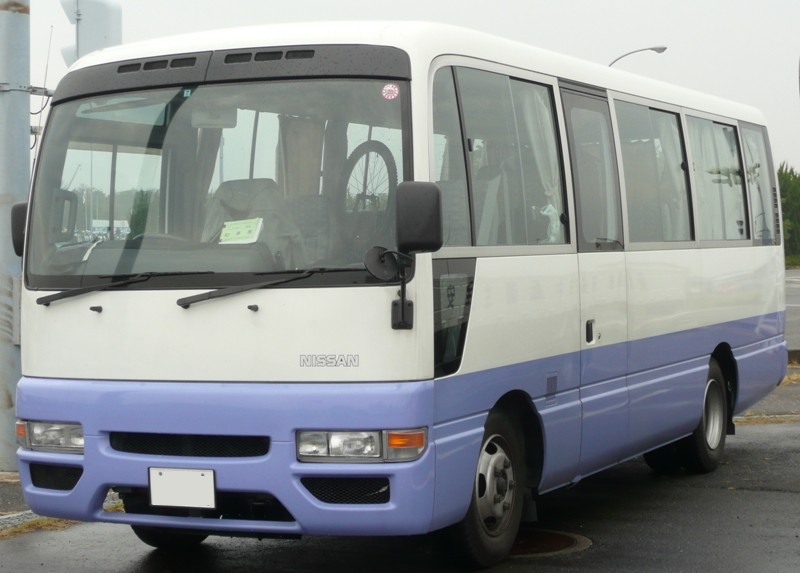
닛산 시빌리언 3세대 W41형

닛산 시빌리언(영어: Nissan Civilian, 일본어: 日産・シビリアン)은 일본 닛산 자동차가 만든 중형 버스 차량으로 1959년에 최초로 출시했다.